# Idaea prucholoma
Idaea prucholoma là một loài bướm đêm trong họ Geometridae.